# Les Sapins de Noël 1914
Série
Les Sapins de Noël 3
(2013) Les Sapins de Noël 5
(2015)
Pour plus de détails, voir Fiche technique et Distribution.
Les Sapins de Noël 1914 (Ёлки 1914, Yolki 1914), est un film de Noël comique à sketches russe réalisé par Timur Bekmambetov, Dmitri Kisseliov (ru), Alexandre Kott et Andreï Kavoun, sorti en 2014, le 14 Décembre. 
Il fait suite au film Les Sapins de Noël 3 sorti un an plus tôt.

## Synopsis
Le film se déroule dans l’Empire russe en 1914, sur fond de Première Guerre mondiale qui vient de commencer.

Six nouvelles racontent la vie dans les grandes et petites villes russes, dans les domaines nobles et dans les familles urbaines pauvres.

## Fiche technique
- Titre français : Les Sapins de Noël 2014
- Titre original : Ёлки 2014, Yolki 2014
- Réalisation : Timour Bekmambetov, Dmitri Kisseliov (ru), Alexandre Kott
- Scénario : Anna Matisson, Olga Kharina
- Photographie :
- Musique :
- Société de production : Bazelevs
- Pays de production :  Russie
- Langue de tournage : russe
- Format : Couleurs - 2,35:1
- Durée : 109 minutes
- Genre : Comédie à sketches

## Distribution
- Ivan Ourgant :

## La série de films
- 2010 : Les Sapins de Noël (Ёлки)
- 2011 : Les Sapins de Noël 2 (Ёлки 2)
- 2013 : Les Sapins de Noël 3 (Ёлки 3)
- 2014 : Les Sapins de Noël 1914 (Ёлки 1914)
- 2016 : Les Sapins de Noël 5 (Ёлки 5)
- 2017 : Les Nouveaux Sapins (ru) (Ёлки новые)
- 2018 : Les Derniers Sapins de Noël (Ёлки последние)
- 2021 : Les Sapins de Noël 8 (Ёлки 8)
- 2022 : Les Sapins de Noël 9 (Ёлки 9)
- 2023 : Les Sapins de Noël 10 (Ёлки 10)
- 2024 : Les Sapins de Noël 11 (Ёлки 11)